# 隐山 (南阳)
隐山位于河南省南阳市宛城区新店乡境内，是市区范围内九架孤山之一。山呈西北-东南走向,海拔209米,面积15平方公里。根据《明嘉靖南阳府志校注》的记载，东汉末年，诸葛亮出山第一计“火烧博望坡”,曹操追刘先主至此，诸葛亮让刘皇叔带领将士们隐蔽在此山,故后来称隐山”。

## 历史
传说西汉时期，叛贼王莽追杀光武帝刘秀（王莽撵刘秀）路过此地时，刘秀人马已筋疲力竭。刘秀命令军队在此小憩时，一边磕自己靴子里的沙子一边说，要是这儿有座山能隐住自己多好啊。哪知话音刚落，忽然一声巨响，刘秀身后竟然真的出现了一座小山，刘秀也因此藏匿得救。后人便把这座山命名为隐山。隐山正北方就有一个山谷，据说当时刘秀就是在此歇息的。谷壁如刀削一般，当地人称此为“山屁股”。现在“山屁股”那里是小孩子们的乐园，放学后，小孩子会跑到那里摘野果，挖山韭菜。
历史上王莽与刘秀之间的争斗确实在此发生过。据有关史志记载，西汉新朝三年（公元二十二年）十月，刘秀因不满王莽篡权，率领义军数千人起兵南阳，与王莽殊死拚杀一年多。其中有几次遭到王莽军队的围攻堵截，险些全军覆没，后皆因刘秀的机智而脱险，直至公元二十三年十月三日王莽被杀而结束战斗。

## 现状
因蓝晶石的开发，如今隐山已变得面目全非。